# Haiyong
Haiyong (kinesiska: 海永, 海永乡) är en socken i Kina. Den ligger i provinsen Jiangsu, i den östra delen av landet, omkring 250 kilometer öster om provinshuvudstaden Nanjing. Antalet invånare är 4174. Befolkningen består av 2 067 kvinnor och 2 107 män. Barn under 15 år utgör 11,0 %, vuxna 15-64 år 72 %, och äldre över 65 år 16,0 %. Haiyong ligger på ön Chongming Dao.
Genomsnittlig årsnederbörd är 1 510 millimeter. Den regnigaste månaden är augusti, med i genomsnitt 205 mm nederbörd, och den torraste är januari, med 45 mm nederbörd.